# ソフトバンクのイメージキャラクター
本記事では、ソフトバンクのイメージキャラクターについてVodafone・J-PHONE・デジタルホン時代を含めて詳細に説明する。

## 概要
◎は、白戸家とコラボしたイメージキャラクター。コラボの詳細は脚注や白戸家を参照（コラボが複雑なSMAPのみこちらにも記載する）。

## 現在のイメージキャラクター

### 直近のCMキャラクター
- 白戸家（2007年6月 - ） - ゲスト出演者も含めて当該記事を参照。
- 広瀬すず（2014年 - ）「チキンペイペイ」
- 杉咲花（2017年 - ）「神ジューデン」「チキンペイペイ」
- HIKAKIN（2018年 - ）「スマホデビュー1年生」
- 吉沢亮（2019年 - ）「神ジューデン」
- 中居正広（2023年9月 - ）「チキンペイペイ」
- 劇団ひとり（2023年9月 - ）「チキンペイペイ」
- ジョシュ・ホーキンソン（2023年11月 - ）「チキンペイペイ」
- とにかく明るい安村（2023年11月 - ）「Softbank光」
- 渡部陽一（2023年11月 - ）「神ジューデン」
- 反町隆史（2024年 - ）「スマホデビュー1年生」
- アバンギャルディ（2024年 - ）「チキンペイペイ」
- ガク（2024年 - ）「Softbank Air」
- 福山雅治（2024年 - ）

その他
- アップルによるiPhoneシリーズのCMには最後にソフトバンクモバイルのロゴが表示される。(4Sからはau、5s・5cからはNTTドコモロゴバージョンも登場)
- 東芝がソフトバンク向け端末のイメージキャラクターとして、倖田來未を起用していた。
- サムスン製端末OMNIAシリーズのCMには坂本龍一が出演している。サムスンとのCM契約からか、同社製ドコモ向け端末のCMにも出演している。
- ホワイトプランの雪の中篇から、携帯電話業界のテレビCMでは初のハイビジョン制作で放送している（原則キャメロン・ディアスおよびブラット・ピット出演バージョンと一部機種のCMのみ）。
- なお、2009年年明けの読売新聞のCMでは、白戸家の父・母・ダンテが登場している。
- 「予想外な家族・白戸家」シリーズのCMは長らく標準画質だったが、2010年11月末以降からはハイビジョン制作になっている。
- 2010年12月9日に、全国の民放124社で一斉に放送された同社のCMは、まず18時59分から1分間間違い映像を流し、続いて20時59分から1分間正解映像を流す、と言う2本立て構成であった。その後、Webで間違いを回答させると言う、視聴者参加型のキャンペーンが行われた。
- 富士通モバイル製端末のイメージキャラクターとしてEXILEが起用されている。ちなみに、EXILEはARROWSシリーズのメインイメージキャラクターである。
- 2013年3月から、ソフトバンク社販売のiPhoneの利点をアピールするCMシリーズ「SMILE」を新たに展開している。「出会い篇」に山本舞香と柾木玲弥、「待ち合わせ篇」に小島藤子と渡辺大知（黒猫チェルシー）をそれぞれ起用している。
- 2013年4月から読売テレビ・日本テレビ系列で放送されていたアニメ『宇宙兄弟』のキャラクターから南波六太と南波日々人がイメージキャラクターに起用されており、不定期でコラボレーションCMが放映されていた。
- 2020年8月から12月まで嵐がソフトバンク5GシリーズのCMに出演していた。
- 2021年2月から5G LABで人気アイドルグループとの共同プロジェクトを展開。これまでにコラボしたグループは登場順に以下の3組。
  - NiziU（2021年2月10日 - ） - NiziU LAB
  - V6（2021年8月24日 - 11月1日） - V6 5G LOVE!
  - なにわ男子（2021年11月12日 - ） - なにわ男子、超接近。

### LINEMO
- 本田翼（2021年2月 - ） - LINEモバイルのCMにも出演していた。

## 過去のイメージキャラクター
- キャメロン・ディアス（2006年10月 -2008年9月）
10月1日よりテレビCMに出演。孫社長がボーダフォン時代に「イメージキャラクターにキャメロン・ディアスを起用する」と発言していた。
- ブラッド・ピット（2006年10月 - 2009年9月）
11月30日よりテレビCMに登場。孫社長が、ボーダフォン時代にCMキャラクターについて問われた際、「キャメロン・ディアスと有名なハリウッド・スター」としか発言していなかった。
2009年7月からのものでは武蔵丸と共演。2009年9月末で契約終了。
なお、上記二人が出演しているCMはサービスなどのナレーションが一切流れない形式となっており、これは現在SMAPが出演するCMに受け継がれている。
- 加瀬亮、市川実日子（2007年2月 - 5月）
ホワイトプラン宣伝のCMに出演。加瀬と市川の共演。結婚話編の1パターンがある。
- 柄本明、柄本佑（2007年2月 - 5月）
ホワイトプラン宣伝のCMに出演。父子で共演。操作方法編の1パターンがある。その後、弟の柄本時生はホワイト学割のCMに生徒役として出演した。
- 福岡ソフトバンクホークスの選手一同（2007年1月 -） ◎
ホワイトプラン
松中信彦、和田毅、川﨑宗則、斉藤和巳、ホワイト（架空の外国人選手）の5選手がホワイトプランの宣伝CMに出演。「通常版」・「身長編」の2パターンがある（現在、ソフトバンクに所属している選手は和田のみ）。
「プロポーズ篇」の出演者は市川実日子、加瀬亮。
機種の宣伝
2007年3月以後、新バージョンとして試合編（川﨑宗則、斉藤和巳、的場直樹が911SH、911Tの特徴をサインに使う）が放送されている。（実際の試合ではなく新たにCM用に撮りおろした）これらはすべて福岡Yahoo!JAPANドームで撮影された。
ソフトバンクショップ・ソフトバンクモバイル販売コーナーのポスターのみ登場
S-1バトル（終了）の宣伝も兼ねて登場。
  - ロンドンブーツ1号2号
  - 世界のナベアツ
  - エド・はるみ
  - 品川庄司
  - フットボールアワー
  - キングコング
  - ロバート
  - ライセンス
- SMAP（2009年8月1日 - ） ◎
機種CMに登場。初回OA日の18時59分頃、特別バージョンCM（60秒）が全国の民放テレビ局で、同じタイミングで（一部の放送局[1]は若干早く）放送された。
  - SMAP全員としては1999年4月から2009年3月までNTT東日本のCMに出演、また木村拓哉単独では2006年から2008年まで富士通のドコモ向け端末のイメージキャラクターを務めていた。
  - 出演しているCMにおいては「二つ折りの唄」篇を除いてサービスなどのナレーションを一切流さず、BGMもしくは五人のセリフもしくは歌で構成する形式となっている。
  - iPhoneに関しては、au版CMに出演の嵐の契約満了から程なくAppleとしての共通CMが導入された為に降板の形となった。
  - 下記「白戸家」シリーズとは基本的に独立しているが、断片的に以下の接点がある。

  - 登場第1作の最後に出てくる巨大な建物はカイを模した建物である。
  - 香取慎吾が、本人役で登場。「スーパーサブ」篇で仕事を休んでサッカーをするがゴールを外すという役回りで、カイと共演している。詳しくは白戸家を参照。
  - 「二つ折りの唄」篇では、戦国武将・農民・キャビンアテンダントの他、白戸家のコスプレもしている（父…木村　母…稲垣　兄…香取　アヤ…草彅）[2]。
  - 「クリスマスの手紙」篇では、宇宙でお父さんが目撃したサンタクロースから五人へ手紙が届く。
  - 稲垣・草彅・香取の三人によるCM内ユニット「スマッホ」がある。

  - エイベックスとの合弁会社である映像配信サービス「UULA」のイメージキャラクターも務めている。ちなみに、このCMでは「世界の国からこんにちは」を5人が歌っている。
  - 2016年12月26日放送の『SMAP×SMAP』最終回の放送内のCMでこれまでのCM出演シーンをまとめた特別篇CMが流された。

### ボーダフォン時代のイメージキャラクター・出演者
- 伊東美咲（2005年6月 - 2006年9月。後にカシオ日立モバイルコミュニケーションズのau向け日立製端末（「W52H」、「W53H」等）のCMに出演）
- 津田寛治（ - 2006年9月）
- しまクリーズ（ - 2006年9月、旧・しまクリ三兄弟）
- 村松利史（2006年、一度のみ出演）
- 岡田准一[3]（2005年6月 - 2006年6月、以前V6として関西セルラーCMに出演）
- ベッキー（後にHTCのau向け端末「HTC J One HTL22」のイメージキャラクターに起用）
- 山田優（以前は沖縄セルラー電話のCMに出演）
- 加藤ローサ
- 木村カエラ（後にKDDI「ひかりone」のCMに出演、2010年にNTTドコモのCMに出演）
- 佐藤隆太
- 佐々木蔵之介（後にauのCMに出演）
- アンガールズ
- 三浦大知
- 成宮寛貴（J-PHONE時代にも出演していた）
- 貫地谷しほり（2003年）
- デビッド・ベッカム（J-PHONE時代にも出演していた。後にモトローラのNTTドコモ向け端末「M702iS」のCMに出演。）
- ミハエル・シューマッハ（F1フェラーリチーム）

以下はボーダフォン時代の各端末のイメージキャラクターである。
- 持田香織（東芝「V601T」）
- 伴都美子（東芝「V302T」）
- DREAMS COME TRUE（東芝「803T」）
- 倖田來未（「705T」以降の東芝製携帯。のちにauの「LISMO」(2008年12月 - 2009年1月期)のCMに出演）
- スリーアミーゴス（東芝「J-T010」）
- 仲里依紗（シャープ 「903SH」。後に2008年にauのCM、2012年にNTTドコモのしゃべってコンシェルのCMに出演。）

### J-PHONE時代以前のイメージキャラクター・出演者
ボーダフォングループになった頃は、さまざまな出演者がいた。
- 森野文子
- 石原さとみ
- 福士誠治
- 浅見れいな
- 森山未來
- 黒川智花
- SHIHO（後にウィルコムのCMに出演）
- 高橋マリ子
- 葛山信吾
- 上野樹里
- 松尾政寿
- 津田寛治
- 小栗旬（後にソニー・エリクソン・モバイルコミュニケーションズ製au向け端末のCMに出演）
- 佐々木蔵之介
- 未希
- 森貴美子
- 加賀美聖良
- 酒巻ゆかり
- 中田英寿（後に東芝製NTTドコモ向け端末「dynapocket T-01A」のCMに出演）
- 池永亜美（「おたくもぜひ」でおなじみ）
- 関口知宏
- 神保悟志
- 銀林みのる
- うらら（スペースチャンネル5のキャラクター）
- 城戸光晴
- 島野アキラ
- 志和孝洋
- TOSHIKO
- 岩崎良美
- 葛城奈海
- 野口詩央
- 押田恵
- 中山智佳子
- 我那覇美紀
- 稲垣佑美
- 鈴木リカ
- 小泉舞子
- 新谷春乃
- 谷代浩
- 斉藤あきら
- 大塚よしたか
- 内浦純一

#### 全国1社統合前のイメージキャラクター
2000年頃までは、地域会社ごとにイメージキャラクターを分けていた（デジタルツーカー時代のキャラクターも下記に含む）。
旧東京エリア（東京デジタルホン・Jフォン東京）
- ヤクルトスワローズ（現東京ヤクルトスワローズ）の選手および監督（ツバメ商事の営業マンを演じる）
- 忌野清志郎・千葉麗子・河相我聞（旧東京エリアの初代キャラクター）
- 角田華子
- 藤原紀香（後に、東日本・西日本エリアにも出演）
  - 彼女の出演により旧東京エリアは加入者が急増したことがあった。また、彼女を元に作画したアニメーションのバージョンがある。現在のソフトバンクモバイルのイメージキャラクターであるキャメロン・ディアスの声を吹き替えたことがあり、本人と対面したこともある。ちなみに元夫・陣内智則はauのCMに出演したことがある。

- 永瀬正敏（後にauのCMに出演）
- 川村カオリ

旧東海エリア（東海デジタルホン・Jフォン東海）
- 優香（tropical 823PのCMで復活）
- 小室哲哉（CMソングはKiss Destinationの楽曲が使用されていた）
- 佐藤藍子
- 鈴木杏樹（東海デジタルホンの初代キャラクター）
- 関口知宏
- ホンビー（ワラビーをモチーフにしたマスコットキャラクター）

旧関西エリア（関西デジタルホン・Jフォン関西）
- 千葉真一、クエンティン・タランティーノ（しゃべるならデジタルホン。タランティーノは後に白戸家のCMにゲスト出演。）
- 原田知世
- 佐藤浩市
- フェイ・ウォン
- 南野陽子（関西デジタルホンの初代キャラクター）
- 鮎ゆうき
- ネアンデジタール人（オリジナルのマスコットキャラクター）

旧九州エリア（デジタルツーカー九州・Jフォン九州）
- クリストファー・ロイド（デジタルツーカー）
- 牧瀬里穂（デジタルツーカー）
- 鮎川誠（デジタルツーカー）
- デビット伊東（デジタルツーカー）
- ケリー・チャン
- 伊勢谷友介（後にauのCMに出演）

旧東北エリア（デジタルツーカー東北・Jフォン東北）
- マイケル富岡・常田富士男・大竹まこと
- 藤崎奈々子

旧中国エリア（デジタルツーカー中国・Jフォン中国）
- 山﨑努&直子（デジタルツーカー中国初代。山崎努は後にNTTドコモのCMに出演。）
- 藤井フミヤ
- 上原さくら

旧北海道・北陸エリア（デジタルツーカー北海道・Jフォン北海道・デジタルツーカー北陸・Jフォン北陸）
- 飯島直子（デジタルツーカー時代の初代）
- 大沢たかお
- はな

旧四国エリア（デジタルツーカー四国・Jフォン四国）
- 菊池麻衣子（デジタルツーカー四国開業告知）
- 高嶋政伸
- 加藤晴彦（デジタルツーカー四国→Jフォン四国と継続出演）
- 岩城滉一
- 西田尚美

旧東日本・西日本エリア（Jフォン東日本・Jフォン西日本）
- 藤原紀香
- 酒井若菜（『写メール』のCMに、藤原紀香と出演）